# タジキスタン人民民主党
タジキスタン人民民主党（タジキスタンじんみんみんしゅとう、タジク語：Ҳизби халқии демократии Тоҷикистон, Hizbi Demokrati-Khalkii Tojikston, 英語：People's Democratic Party of Tajikistan）は、タジキスタンの政党である。2012年現在の政権与党となっている。
1994年12月10日に人民党として創設。1997年6月25日、現在の名称で再登録。党首はエモマリ・ラフモン（2007年、ラフモノフから改名）。機関紙は「ミンバリ・ハルク」。